# Chromadorina rognoeensis
Chromadorina rognoeensis är en rundmaskart som först beskrevs av Allgen 1932.  Chromadorina rognoeensis ingår i släktet Chromadorina och familjen Chromadoridae. Inga underarter finns listade i Catalogue of Life.